# دهستان حومه (ماسال)
دهستان حومه نام دهستانی در بخش مرکزی شهرستان ماسال، استان گیلان در ایران است. براساس سرشماری مرکز آمار ایران در سال ۱۳۸۵، جمعیت آن ۹۶۵۲ نفر (۲۵۳۲ خانوار) بوده‌است.